# Szachy od A do Z
Szachy od A do Z – polska dwutomowa encyklopedia o szachach, autorstwa Władysława Litmanowicza oraz Jerzego Giżyckiego.

## Historia
Prace nad encyklopedią trwały od 1972 do 1983. Tom I encyklopedii został wydany w 1986, tom II w 1987. Nakład wynosił ponad 50 000 egzemplarzy.
Przy pisaniu not biograficznych autorzy korzystali ze współpracy dr. Edwarda Arłamowskiego. Hasła z dziedziny problemistyki zostały opracowane w znacznej większości przez Władysława Rosolaka. Encyklopedia powstała także przy pomocy Mirosławy Litmanowicz (poszukiwanie źródeł i przygotowanie dokumentacji) oraz Andrzeja Filipowicza (udostępnienie kartoteki rezultatów polskich zawodników). Aktualizacja materiałów informacyjnych sięga do 1981.
Encyklopedia została wysoko oceniono na łamach Europe-Rochade oraz British Chess Magazine. Andrzej Kwilecki zwracał uwagę w recenzji, że kryteria doboru haseł i opracowania biogramów nie były jasno określone. Zdaniem Jerzego Konikowskiego w encyklopedii nie ma wielu ważnych sylwetek polskich szachistów, są natomiast osoby, które właściwe nic nie wniosły dla rozwoju szachów w Polsce.